# لا قونژ
لا قونژ (به انگلیسی: La Ronge) یک منطقهٔ مسکونی در کانادا است که در ساسکاچوان واقع شده‌است. لا قونژ ۸٫۵۷ کیلومتر مربع مساحت و ۲٬۶۸۸ نفر جمعیت دارد.